# Euphorbia boerhavioides
Euphorbia boerhavioides là một loài thực vật có hoa trong họ Đại kích. Loài này được Rusby mô tả khoa học đầu tiên năm 1907.